# Osamljeni stećak stub u Par Selu
Osamljeni stećak stub u Par Selu je povijesno-kulturno dobro u Bosni i Hercegovini. Predstavlja osamljeni nadgrobni spomenik stećak. Nalazi se u Par Selu. Odlukom Povjerenstva za zaštitu nacionalnih spomenika BiH donesenoj na 52. sjednici 21. – 23. studenoga 2011. uživa produženi režim zaštite kulturno-povijesnih dobara za koje su ponesene peticije kojima je režim zaštite istekao u razdoblju od 30. kolovoza 2011. do 30. studenoga 2011. godine.
S obzirom na brojnost, dekorativnu i oblikovnu vrijednost, a posebno krajobrazne značajke, područje susjedne župe Breške koja je matičnom oblasti ovoga specifikuma kršćanskog sepulkralnog naslijeđa, i stećak u Par Selu spada u ovu kategoriju.